# Heparyna drobnocząsteczkowa
Heparyna drobnocząsteczkowa, HDCz, LMWH (od ang. low-molecular-weight heparin) (ATC: B 01 AB) – glikozaminoglikan o masie cząsteczkowej około 4500 D otrzymywany poprzez depolimeryzację heparyny.
Wykazuje działanie hamujące aktywność czynnika krzepnięcia Xa i w mniejszym stopniu działanie hamujące czynnik IIa (trombinę), dzięki czemu powoduje silny i długotrwały efekt przeciwzakrzepowy.
Heparyna drobnocząsteczkowa podawana jest w iniekcjach podskórnych oraz dożylnych, nie podaje się jej domięśniowo.
W dużych dawkach używana jest w leczeniu aktywnej choroby zakrzepowej, w mniejszych dawkach - w profilaktyce przeciwzakrzepowej. Zalecane jest również stosowanie jej przed długimi lotami.
Jej stosowanie jest obarczone mniejszymi skutkami ubocznymi niż heparyny niefrakcjonowanej, ale ze względu na niższą aktywność jej zastosowanie podczas zabiegów chirurgicznych i interwencyjnych jest ograniczone. Tu dalej stosuje się głównie heparynę niefrakcjonowaną.
W Polsce w użyciu są: dalteparyna, enoksaparyna, nadroparyna, parnaparyna.